# جرجس همام
جرجس بن نجم بن همام عطايا صليبا هو كاتب لبناني برز في عالم الكتابة والتأليف بفضل تأليفهِ لكتابي معجم الطالب في المأنوس من متن اللغة العربية والاصطلاحات العلمية والعصرية وكتاب مدارج القراءة الذي عرض أسلوبا مستحدث لتسهيل تعليم القراءة.

## المسيرة المهنيّة
اقتحمَ جرجس همّام عالَم الكتابة والتأليف حينما ألَّف كتاب «مدارج القراءة وهو أسلوب مستحدث لتسهيل تعليم القراءة» عن دار نشر المطبعة الأميركية في عددِ صفحاتٍ بلغ 178 صفحة. نشر جرجس همام في وقتٍ ما كتاب «معجم الطالب في المأنوس من متن اللغة العربية والإصطلاحات العلمية والعصرية»، وهو معجمٌ عربيّ يضمُّ الإصطلاحات أو المصطلحات العلمية والتقنيّة التي يحتاجها الطالب.

## قائمة أعماله
هذه قائمةٌ بأبرز أعمال الكاتب اللبناني جرجس همام:
- معجم الطالب في المأنوس من متن اللغة العربية والإصطلاحات العلمية والعصرية.[8]
- مدارج القراءة وهو أسلوب مستحدث لتسهيل تعليم القراءة.[9][10]
- الإيضاح على مقالات إقليدس: الهندسة الابتدائية.[11][12]